# Alexis Cantero
Alexis Javier Cantero Fernández (5 febbraio 2003) è un calciatore paraguaiano, difensore del Guaraní.

## Carriera

### Club
Cantero è cresciuto nel settore giovanile del Guaraní, con cui ha debuttato il 17 ottobre 2022 nell'incontro di División Profesional perso 2-0 contro il Nacional. Ha segnato il suo primo gol il 26 maggio 2023 in Coppa Sudamericana contro il Danubio.

### Nazionale
Nel gennaio del 2023, è stato incluso nella lista dei convocati della nazionale Under-20 per il Campionato sudamericano di calcio Under-20 2023 organizzato in Colombia.
Nel 2024 ha partecipato ai Giochi Olimpici di Parigi.

## Statistiche
Statistiche aggiornate al 26 aprile 2024.

### Presenze e reti nei club
| Stagione        | Squadra         | Campionato      | Campionato | Campionato | Coppe nazionali | Coppe nazionali | Coppe nazionali | Coppe continentali | Coppe continentali | Coppe continentali | Altre coppe | Altre coppe | Altre coppe | Totale | Totale | Totale |
| Stagione        | Squadra         | Comp            | Pres       | Reti       | Comp            | Pres            | Reti            | Comp               | Pres               | Reti               | Comp        | Pres        | Reti        | Pres   | Reti   |        |
| --------------- | --------------- | --------------- | ---------- | ---------- | --------------- | --------------- | --------------- | ------------------ | ------------------ | ------------------ | ----------- | ----------- | ----------- | ------ | ------ | ------ |
| 2022            | Guaraní         | PD              | 3          | 0          |                 | -               | -               | CL                 | 0                  | 0                  |             | -           | -           | 3      | 0      |        |
| 2023            | Guaraní         | PD              | 12         | 0          | CP              | 0               | 0               | CS                 | 4                  | 1                  |             | -           | -           | 16     | 1      |        |
| 2024            | Guaraní         | PD              | 17         | 0          |                 | -               | -               | CS                 | 1                  | 0                  |             | -           | -           | 18     | 0      |        |
| Totale carriera | Totale carriera | Totale carriera | 32         | 0          |                 | 0               | 0               |                    | 5                  | 1                  |             | -           | -           | 37     | 1      |        |